# Claudia Maria Pecher

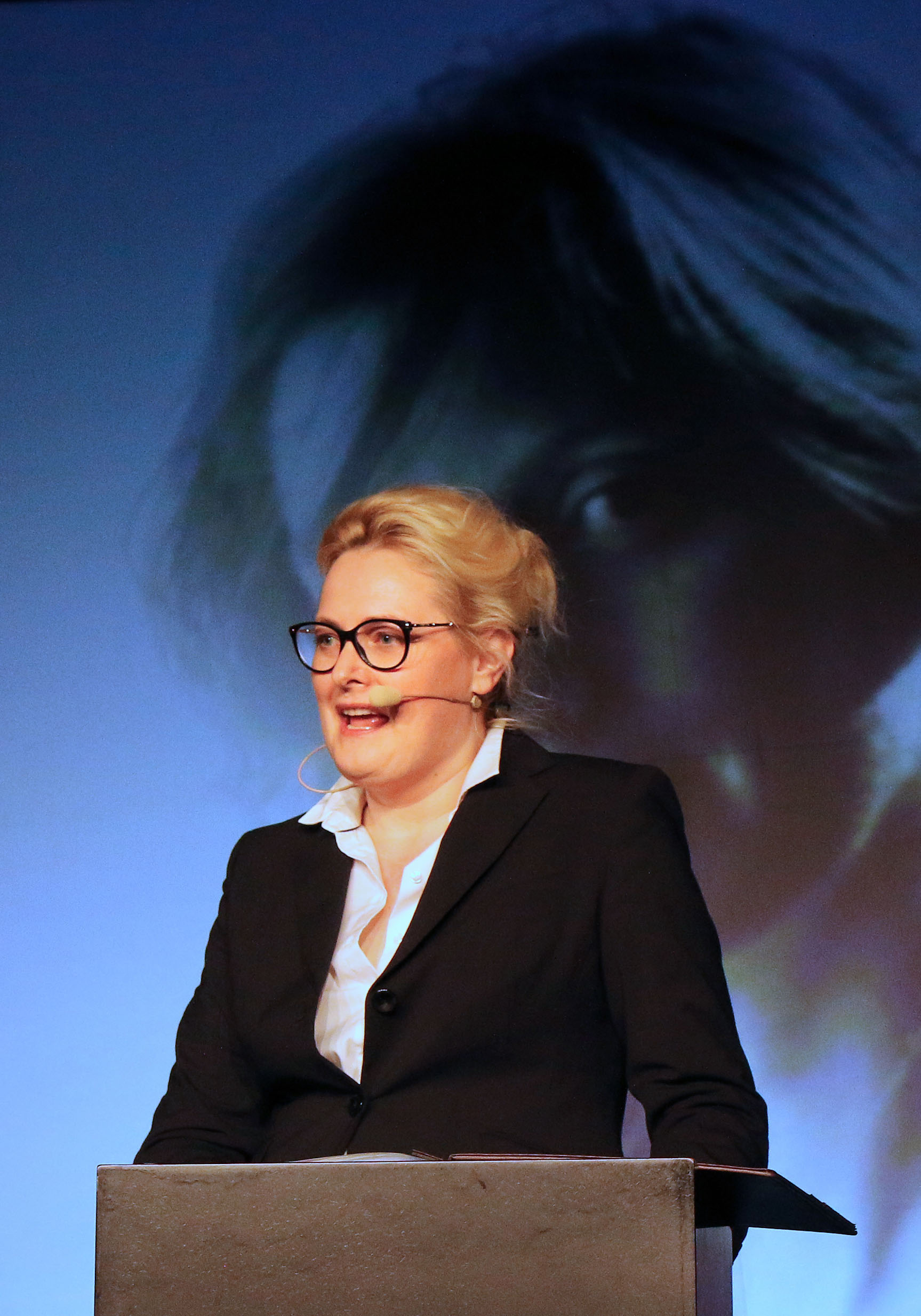
Claudia Maria Pecher bei der Verleihung des Korbinian – Paul-Maar-Preises 2019

Claudia Maria Pecher (* 1976 in Ichenhausen) ist eine deutsche Literaturwissenschaftlerin. Pecher ist Präsidentin der Deutschen Akademie für Kinder- und Jugendliteratur.
Pecher studierte Neuere Deutsche Literatur, Linguistik und katholische Theologie an der Ludwig-Maximilians-Universität in München. Sie promovierte über Das Weltkonzil von Trient in franziskanischer Vermittlung, war danach einige Jahre Geschäftsführerin der Märchen-Stiftung Walter Kahn und Geschäftsführerin der Deutschen Akademie für Kinder- und Jugendliteratur. Nach verschiedenen Lehraufträgen arbeitete sie von 2011 bis Februar 2020 am Institut für Jugendbuchforschung der Goethe-Universität Frankfurt am Main, bevor sie die Leitung der Landesfachstelle für Bibliotheken des Sankt Michaelsbund in Bayern übernahm.
Neben anderen Projekten beschäftigte sie sich als Literaturwissenschaftlerin im Besonderen mit Forschungen zu Märchen und zu filmischen Medien im Bereich Kinder und Jugend. Sie hat – zusammen mit dem Politologen Martin Hoppe – u. a. die Grimm-Bürgerdozentur initiiert, eine Auszeichnung, die gemeinsam von der Stadt Hanau und der Frankfurter Universität vergeben wird.
Im Jahr 2021 wurde Pecher das Verdienstkreuz am Bande des Verdienstordens der Bundesrepublik Deutschland überreicht, um, so der bayerische Wissenschafts- und Kunstminister Bernd Sibler, ihre herausragenden Verdienste im kulturellen wie wissenschaftlichen Bereich zu würdigen.

## Publikationen (Auswahl)
- Das Weltkonzil von Trient in franziskanischer Vermittlung – Eine Studie über das Werk “De civitate et civibus Dei ac de civitate civibusque Satanae” des Südtiroler Franziskanergelehrten Ludovicus Boroius (Promotion). utzverlag, 2007
- zusammen mit Kurt Franz: „Kennst du die Brüder Grimm?“. Bertuch Verlag, 2012
- Märchen – (k)ein romantischer Mythos? Zur Poetologie und Komparatistik von Märchen. Schriftenreihe Ringvorlesungen der Märchen-Stiftung Walter Kahn. Schneider Hohengehren, 2013
- zusammen mit Kurt Franz, Mirjam Burkhard; „Was die weißen Raben haben“: Gedichte für Kinder und Jugendliche von 1945 bis heute. Schneider Hohengehren, 2016
- zusammen mit Klaus Maiwald, Anna-Maria Meyer: Klassiker" des Kinder- und Jugendfilms. Schneider Hohengehren, 2016
- zusammen mit Ute Dettmer, Ron Schlesinger: Märchen im Medienwechsel: Zur Geschichte und Gegenwart des Märchenfilms. Metzler, 2017
- zusammen mit Gabriele von Glasenapp, Martin Anker: Martin Luther und die Reformation in der Kinder- und Jugendliteratur: Beiträge zur literarhistorischen und literarästhetischen Praxis. Schneider Hohengeren, 2018